# 동해경찰서
동해경찰서(東海警察署,Donghae Police Station)는 강원특별자치도경찰청이 관할하는 경찰서 중 하나이다. 강원특별자치도 동해시를 관할한다. 강원특별자치도 동해시 천곡로 107(천곡동)에 위치하고 있다.
서장은 총경으로 보한다.

## 기본 정보
- 주소: 강원특별자치도 동해시 천곡로 107 (천곡동)
- 우편번호: 25754

## 관할 파출소 및 지구대
| 명칭       | 사진 | 주소          | 관할구역                       | 치안센터                  |
| ---------- | ---- | ------------- | ------------------------------ | ------------------------- |
| 천곡지구대 |      | 천곡로 16     | 천곡동, 부곡동                 | 부곡치안센터              |
| 북삼지구대 |      | 효자남길 33-8 | 북삼동, 삼화동, 송정동         | 삼화치안센터 송정치안센터 |
| 묵호지구대 |      | 발한로 241    | 묵호동, 망상동, 발한동, 동호동 | 망상치안센터              |
| 북평파출소 |      | 대동로 132    | 북평동                         |                           |

## 같이 보기
- 강원특별자치도경찰청